# Kukerin
Kukerin är en ort i Australien. Den ligger i kommunen Dumbleyung Shire och delstaten Western Australia, omkring 250 kilometer sydost om delstatshuvudstaden Perth.
Trakten runt Kukerin är nära nog obefolkad, med mindre än två invånare per kvadratkilometer.. Det finns inga andra samhällen i närheten.
Trakten runt Kukerin består till största delen av jordbruksmark. Genomsnittlig årsnederbörd är 447 millimeter. Den regnigaste månaden är maj, med i genomsnitt 74 mm nederbörd, och den torraste är januari, med 9 mm nederbörd.